# Bethléem
Cet article possède des paronymes, voir Belém et Belén.
Cet article concerne la ville de Palestine. Pour les autres significations et pour Bethlehem, voir Bethléem (homonymie).

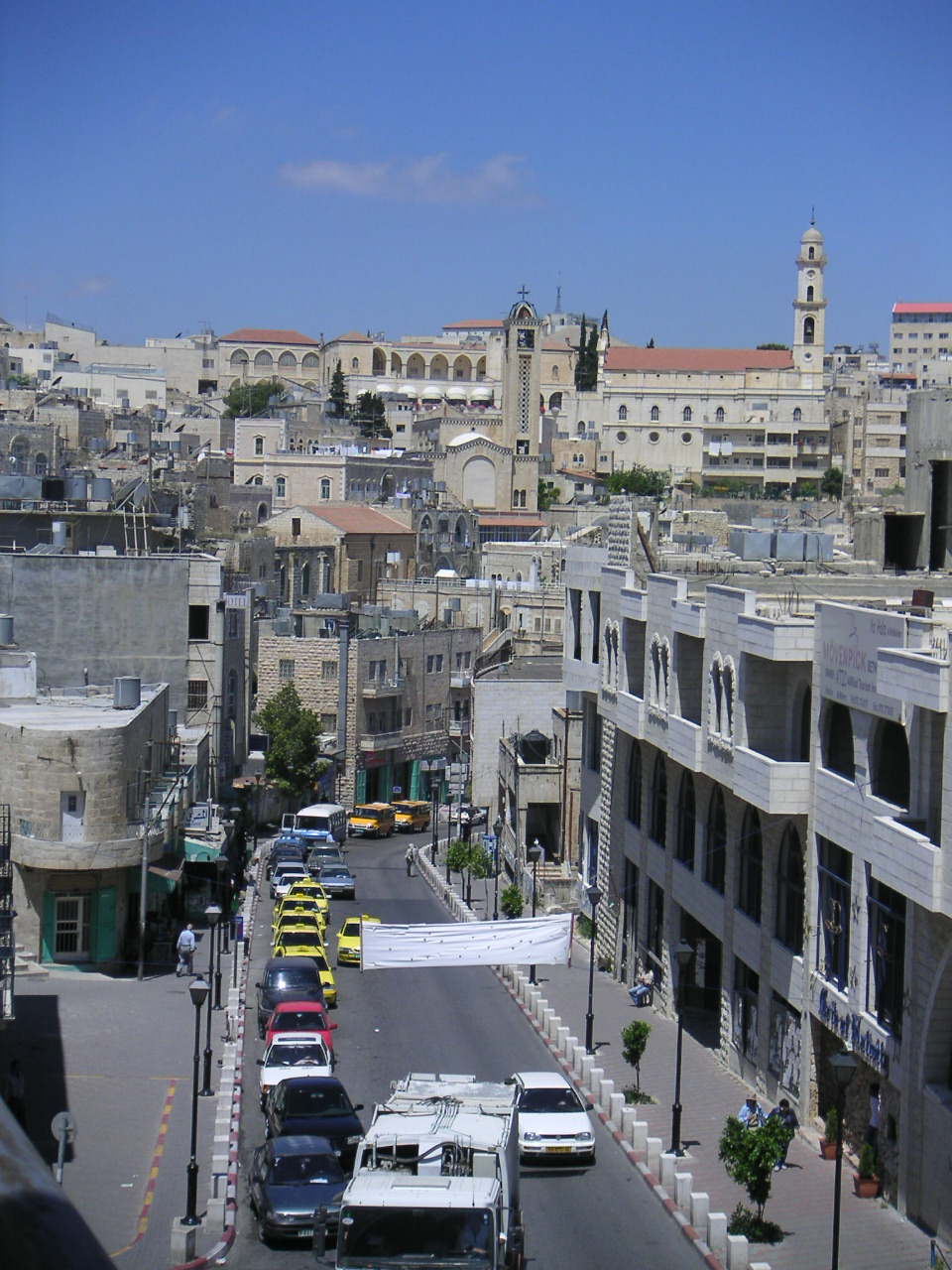
Vue de Bethléem de nos jours.

Bethléem (en hébreu : בֵּית לֶחֶם, Bet Lekhem ; en arabe : بَيْت لَحْم, Bayt Laḥm) est une ville située en Cisjordanie, en Palestine, à environ 10 km au sud de Jérusalem. Sa superficie est de 10,61 km2. Cette ville comptait 28 591 habitants en 2017, principalement des Palestiniens musulmans. Elle abrite aussi une petite communauté de chrétiens palestiniens, une des plus anciennes communautés chrétiennes au monde. L'agglomération de Bethléem s'étend aux villes de Beit Jala et Beit Sahour.
La ville est un important centre religieux. La tradition juive, qui l'appelle aussi Éphrata, en fait le lieu de naissance de David, roi d'Israël. Elle est également le siège d'un lieu saint du judaïsme, le tombeau de Rachel, situé à l'entrée de la ville. D'après la Bible, c'est aussi le lieu de naissance de Jésus de Nazareth. C'est un lieu de pèlerinage qui génère une activité économique importante à la période de Noël.
Depuis 1995, aux termes des accords d'Oslo, la ville est théoriquement sous administration de l'Autorité palestinienne, bien que la majeure partie de l'agglomération (85 %) soit en réalité administrée par Israël.

## Étymologie
Le nom « Bethléem » dérive de l'hébreu bayit « maison », dénotant un site cultuel, et du nom de divinités agricoles mésopotamiennes Lahmu et Lahamu qui apparaissent dans l'Enuma Elish. Mais selon la tradition populaire largement répandue, le nom vient de l'hébreu בית לחם, beth leḥem : « maison du pain ».
En raison d'une évolution phonétique différente, le nom arabe بيت لحم, bayt laḥm a donné lieu à une autre étymologie populaire : si bayt correspond à l'hébreu beth et désigne la « maison », laḥm a lui le sens de « viande » au contraire de l'hébreu leḥem, « pain ».

## Religion
Dans la Genèse, Bethléem est le lieu où meurt Rachel et où naît Benjamin, second fils de Rachel et le benjamin des fils de Jacob. La formule « Bethléem sur le chemin d'Ephrata » revient plusieurs fois dans les textes bibliques.
Dans le livre de Ruth, Boaz, un riche propriétaire terrien de Bethléem, épouse la pauvre veuve Ruth qui vient glaner dans ses champs. De leur descendance naîtra le roi d'Israël, David.
Dans les livres de Samuel, le Roi David est le fils de Jessé de Bethléem, c'est pourquoi le prophète Michée en fait la patrie du futur Messie : « Et toi, Bethléem, Ephrata, bien que tu sois petite entre les milliers de Juda, de toi sortira pour moi celui qui doit dominer en Israël, et duquel les origines ont été d'ancienneté, dès les jours d'éternité ».
Dans le Nouveau Testament, selon Matthieu et Luc, Bethléem en Judée est le lieu de naissance de Jésus ; sous le gouvernorat de Publius Sulpicius Quirinius, ses parents s'y rendent pour s'y faire recenser, Joseph, descendant de David, en étant originaire.
Au XIe siècle, Bernard de Clairvaux prolonge l'étymologie hébraïque Bethléem (maison du pain) dans une utilisation chrétienne : Jésus (né à Bethléem) devient le Pain vivant descendu du Ciel.
Plusieurs lieux saints se trouvent à Bethléem : le tombeau de Rachel, la basilique de la Nativité, la grotte du Lait.

### Époque contemporaine
De nos jours, la part des chrétiens dans la population est en baisse dans toute la Palestine, notamment à Bethléem qui compte une communauté de plus de 11 000 chrétiens, ce qui équivaut à 20 % de la population de la ville et parmi eux, 40 % sont catholiques,. En 2016, les chrétiens représentent 12 % des habitants, selon le maire. En 1950, 86 % de la population de Bethléem et des villages environnants était chrétienne,.

## Histoire

### Lieu de naissance de Jésus
Concernant la localité qui aurait vu naître Jésus, les historiens hésitent entre le berceau familial de Nazareth, où il passera toute sa jeunesse, le village de Capharnaüm (kfar Nahum, village de Nahum) qui apparaît dans les Évangiles comme le centre de sa mission, voire la bourgade de Chorazeïn à laquelle Jésus semble particulièrement attaché.
Les récits de Luc et Matthieu situant chacun la naissance de Jésus à Bethléem en Judée font pencher les exégètes pour une rédaction plutôt théologique que factuelle, - Bethléem étant la ville du roi David de la lignée duquel le Messie attendu par les juifs doit descendre, selon la prophétie de Michée.
Dans leur récit de la naissance de Jésus, les évangélistes réalisent ainsi, par une réinterprétation tardive (la tradition de Bethléem ne remontant pas avant la fin du Ier siècle), une construction littéraire donnant une étiologie sur la messianité de Jésus,.

Si les évangiles attribués à Luc et à Matthieu rapportent que Bethléem est le lieu de naissance de Jésus, ceux de Marc et de Jean commençant avec la vie publique de Jean le Baptiste, puis de Jésus, ne disent rien de son enfance.

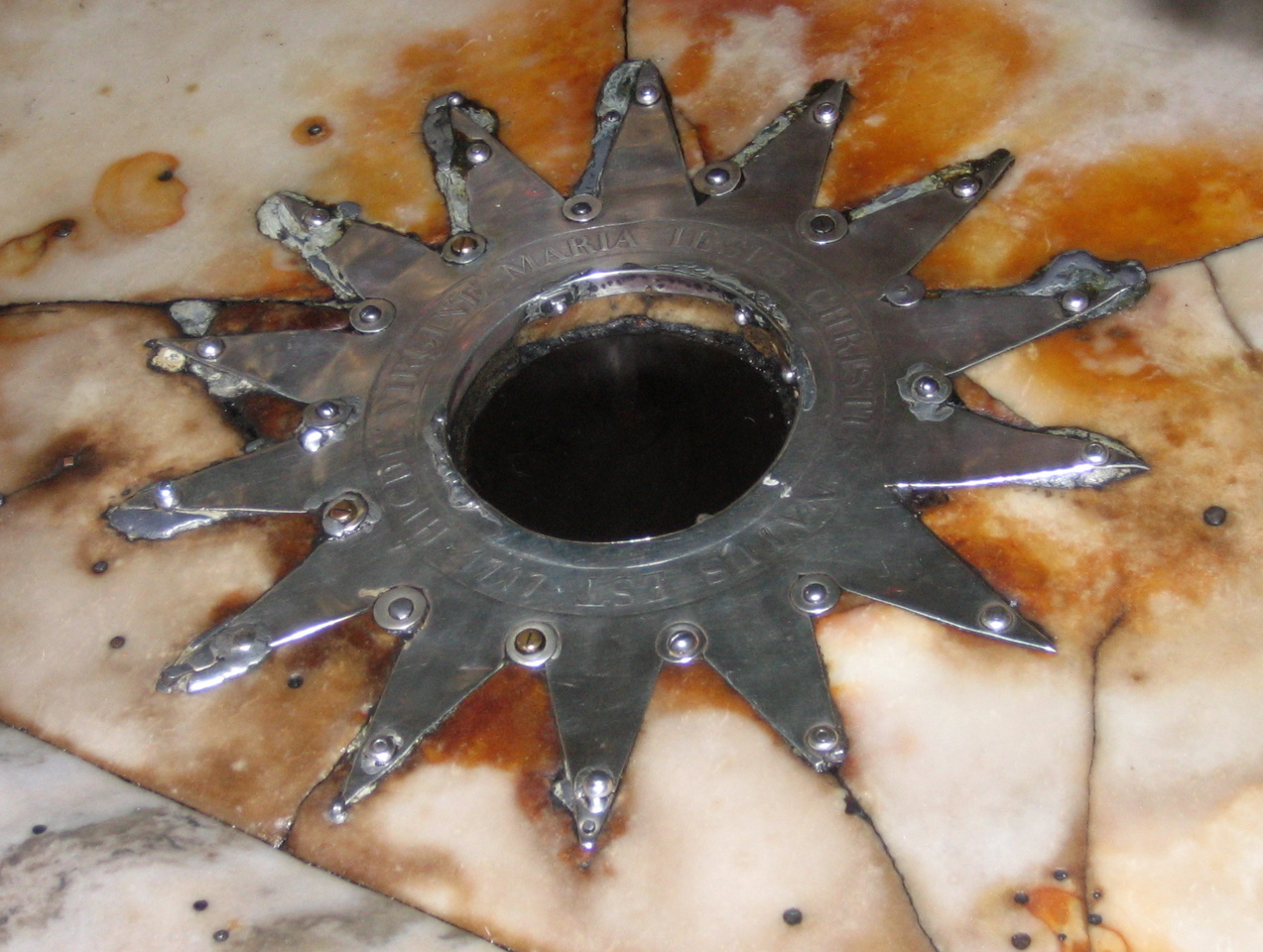
L'étoile de la Nativité dans la basilique.

D'après Jérôme de Stridon (Epistola, 58, 3), qui vécut à Bethléem à la fin du IVe siècle, la grotte de la Nativité du Christ aurait été vénérée déjà du temps d'Hadrien, qui pour empêcher cette vénération y fit édifier un temple consacré à Adonis ; l'Empereur romain aurait procédé de même à Jérusalem avec le Temple de Jérusalem et le Saint-Sépulcre.
Si elles sont avérées dans le cas du Saint-Sépulcre, les affirmations de l'apologète chrétien ne sont pas corroborées par les découvertes archéologiques à Bethléem où aucune trace d'habitat contemporain de Jésus n'a été mise au jour jusqu'à présent. Par ailleurs, un autre endroit de culte de la Nativité/Épiphanie du Christ, avant la basilique constantinienne, semble avoir existé, cela en dépit des allusions des apologètes Justin de Naplouse et Origène.
Entre 1992 et 2003, l'archéologue israélien Aviram Oshri a conduit des fouilles de sauvetage dans le village homonyme de Bethléem en Galilée, à six kilomètres à l'ouest de Nazareth. Il y a mis au jour les vestiges d'une occupation juive d'époque hérodienne (Ier siècles av. et ap. J.-C.) et, au VIe siècle, ceux d'une basilique chrétienne, associée à un monastère et une hôtellerie. De ces indices, il a conclu à l'existence d'un pèlerinage chrétien et émis l'hypothèse que le village galiléen de Bethléem serait le véritable berceau de Jésus.

### Basilique de la Nativité

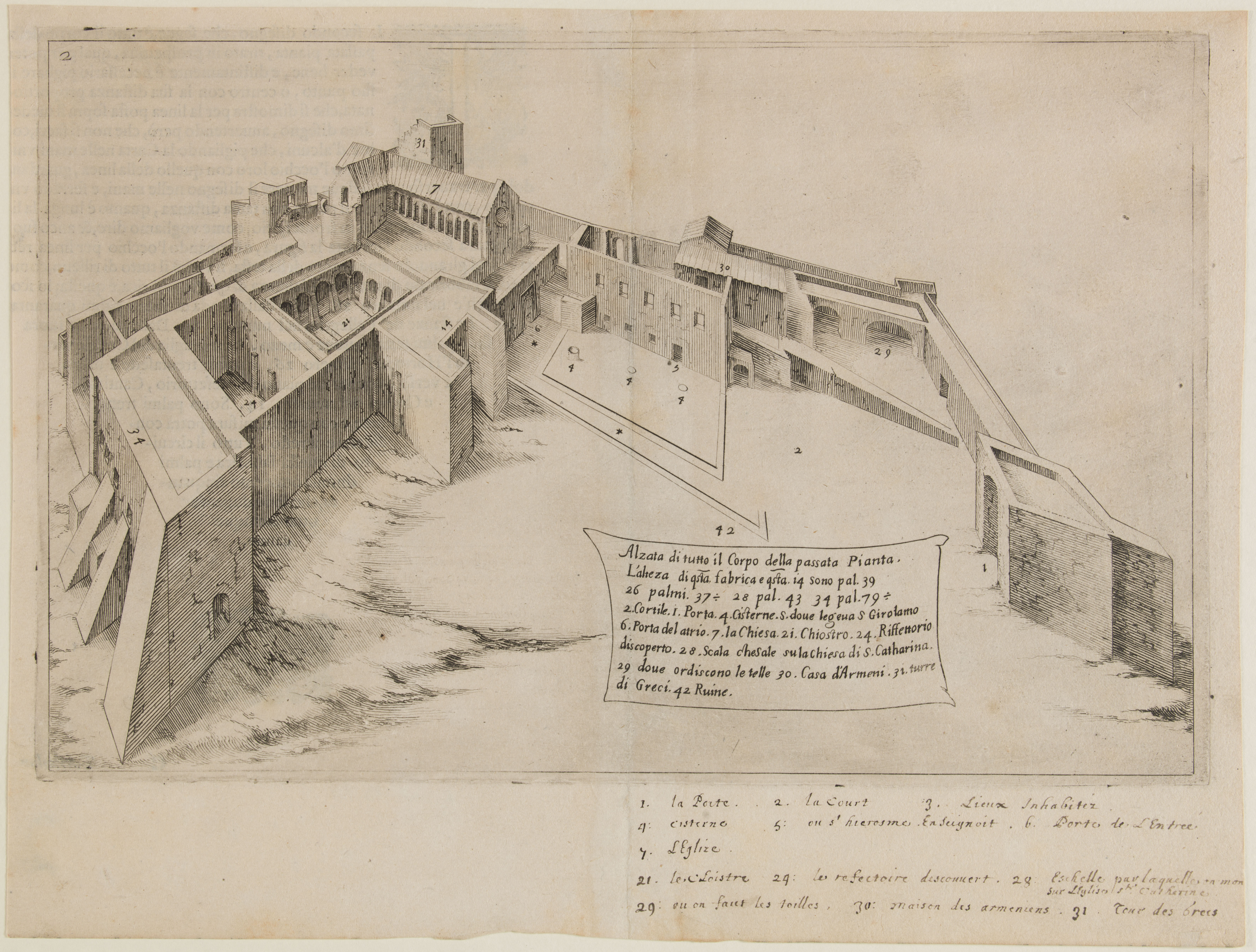
Basilique de la Nativité en 1620.

Après les exécutions de Crispus et de l'impératrice romaine Fausta par son fils Constantin Ier, l'impératrice Hélène (mère de Constantin) visite le lieu saint et son fils y fait construire la Basilique de la Nativité de Bethléem. Jérôme de Stridon se retire dans une grotte voisine et y traduit la Bible hébraïque en latin, dans une version connue sous le nom de Vulgate.
La basilique de la Nativité est restaurée par Justinien et est le seul sanctuaire épargné par les Perses lorsqu'ils envahissent la Palestine. Elle est encore restaurée par les croisés, au XIIe siècle.

### Mosquée d'Omar

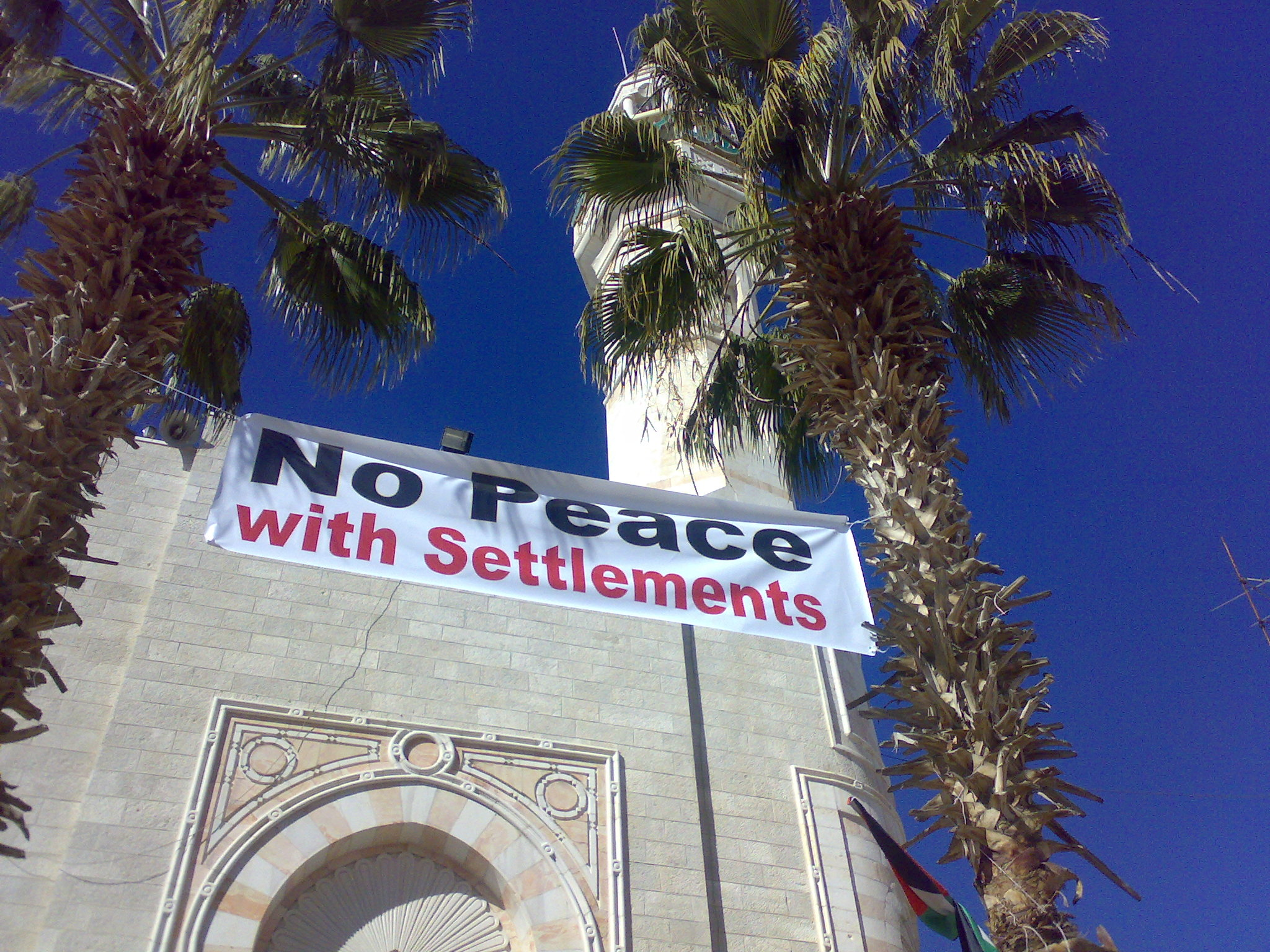
« Pas de paix avec les colonies (israéliennes) », bannière sur la mosquée d'Omar, Bethléem, 2008.

La mosquée est construite en 1860 et est dédiée au calife Omar ibn al-Khattâb qui a conquis Jérusalem et s'est rendu à Bethléem en l'an 637, selon la tradition musulmane[réf. incomplète]. Elle est rénovée dans les années 1950.

### Histoire contemporaine
À la suite de l'Intifada et des nombreux attentats contre les civils israéliens des années 2000, la ville est aujourd'hui partiellement entourée par la barrière de séparation israélienne sous la forme d'un mur de 8 mètres de haut construit par les autorités israéliennes.

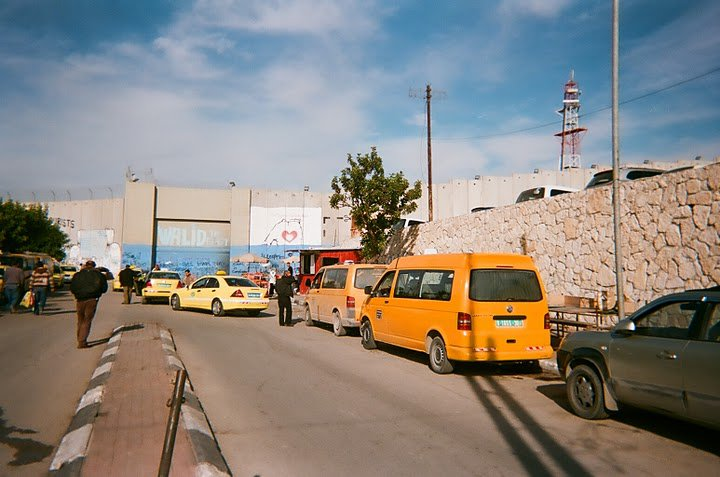
Le mur de séparation israélien à la sortie de Bethléem, 2011.

Les habitants de Bethléem prennent le plus souvent position en faveur de la lutte palestinienne contre Israël ou l'établissement de colonies juives.
Bethléem a reçu en 2000 la visite du pape Jean-Paul II pour commémorer le bimillénaire de la naissance du Christ et fut accueilli par la population chrétienne locale. À l'image de cette visite, les papes suivants se rendront aussi à Bethléem : Benoît XVI visite la ville durant le mois de mai 2009 et cinq ans plus tard, en mai 2014, le pape François se rend aussi dans la ville.

#### Population
En 1886, la ville comptait 5 600 habitants selon Pierre Auguste Raboisson, dont 5 000 chrétiens (3 000 catholiques, 1 600 Grecs schismatiques et 400 Arméniens).
En 2017, la population s'élève à près de 31 000 habitants avec une part chrétienne (12 %) qui ne cesse de s'étioler,,.

#### Économie

Inauguration de l'hôtel YMCA à Bethléem, avril 1944.

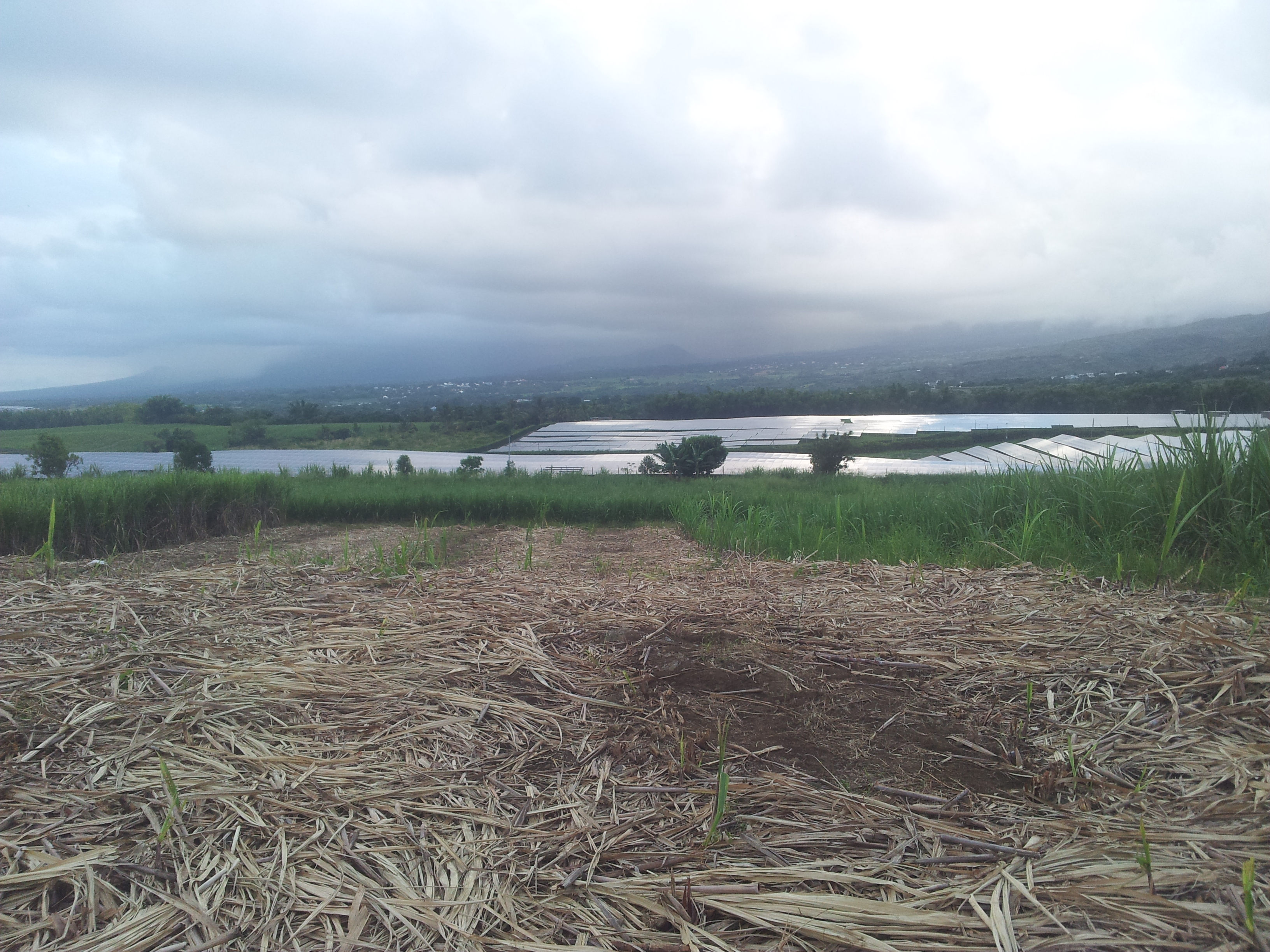
Ferme photovoltaïque de Bethléem, 2015.

« Le tourisme joue un rôle capital dans le développement de l'économie locale. Plus de 20 % de la main-d'œuvre est employée dans le secteur du tourisme ». Selon le ministère palestinien du Tourisme, 1,16 million d'étrangers ont visité l'église de la Nativité, place Manger, en 2013. « La ville compte 14 églises et 7 mosquées qui attirent des touristes de tous les pays en raison de son importance historique religieuse ». « Tous les touristes à Bethléem arrivent d'Israël via l'un des 29 points de contrôle qui mènent à la ville et aux villages environnants ». 55 hôtels peuvent accueillir les visiteurs à Bethléem.
« Les activités industrielles produisant des objets d'art orientaux, les carrières de pierre, le béton et le textile, en plus des activités commerciales, jouent un rôle majeur dans le développement de l'économie locale ».
Selon le maire de la ville, le taux de chômage à Bethléem s'élève à 27% en 2016 et touche les secteurs du tourisme, de l'industrie, du commerce et de l'agriculture,.
En 2025, en conséquence de la multiplication des checkpoints qui empêchent la population de se déplacer et de la suppression des permis de travail en Israël, le taux de chômage est de près de 50 %. Le maire de la ville témoigne par ailleurs d'une « explosion de la pauvreté ».

#### Environnement
« Les citoyens bénéficient de tous les services et infrastructures ». Cependant, le réseau d'eau est confronté à de graves problèmes de vétusté.

## Éducation

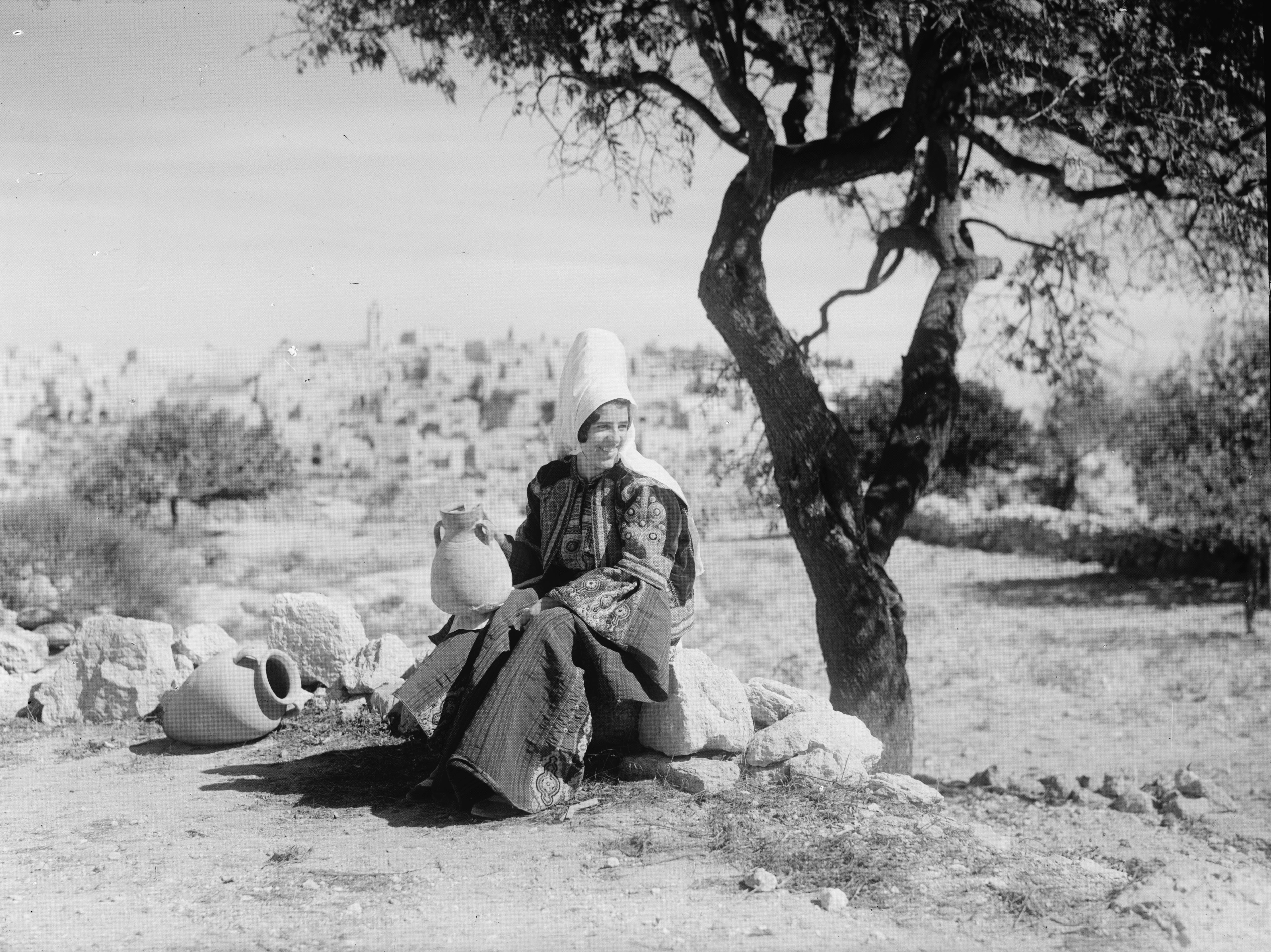
Femme de Bethléem et la ville en arrière-plan, 1934-1939.

Selon le Bureau central palestinien des statistiques (PCBS), environ 84 % de la population de Bethléem âgée de plus de 10 ans savaient lire et écrire en 1997 et environ 14 % des élèves du secondaire possédaient un diplôme. En 2006, il y avait 135 écoles dans le gouvernorat de Bethléem : 100 fonctionnant sous l'égide du Ministère de l'Éducation de l'Autorité palestinienne, sept par le biais de l'Office de secours et de travaux des Nations unies pour les réfugiés de Palestine dans le Proche-Orient UNRWA) et 28 étaient privées.
Bethléem abrite l'Université de Bethléem, la plus ancienne université de Cisjordanie, qui fut fondée en 1973 bien que le site était occupé par une école catholique depuis 1893.
S'y trouve aussi un institut catholique de co-éducation chrétienne d'enseignement supérieur fondé en 1973 dans la tradition lasallienne (Frères des écoles chrétiennes), ouvert aux étudiants de toutes confessions ; les Frères chrétiens de La Salle ont fondé des écoles dans toute la Palestine et en Égypte au XIXe siècle.

## Art et culture

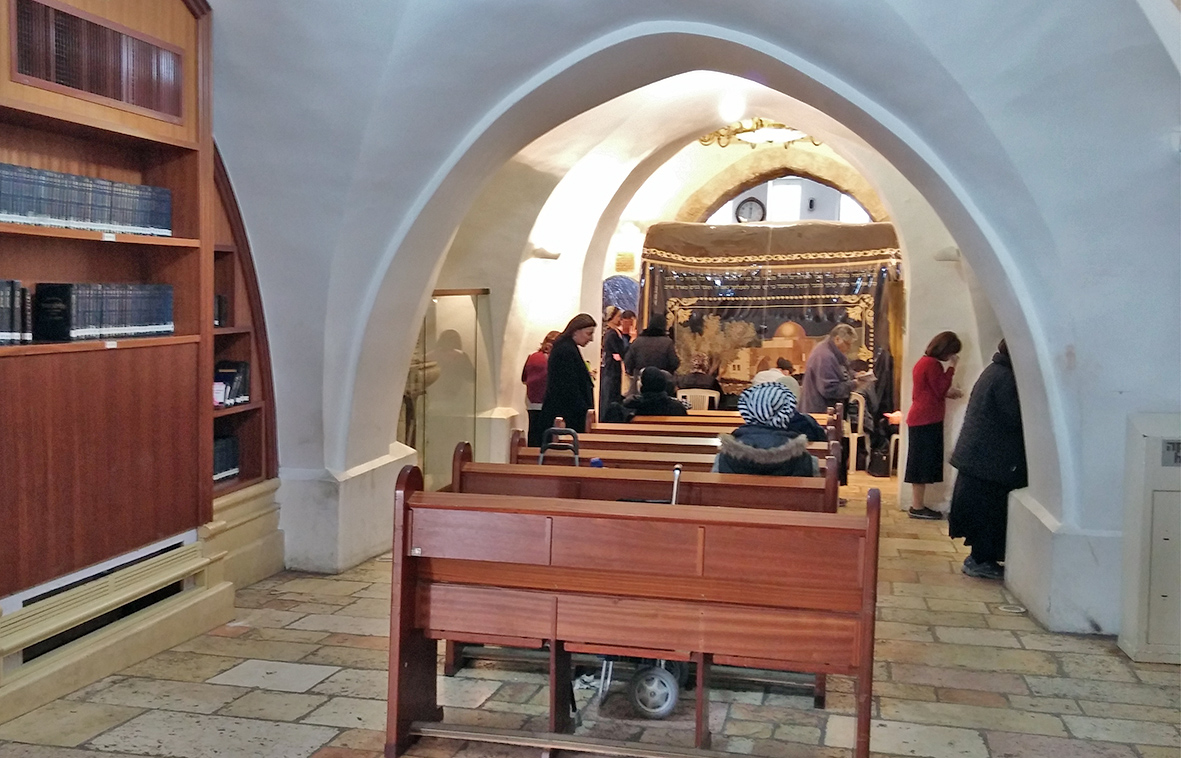
Tombeau de Rachel.

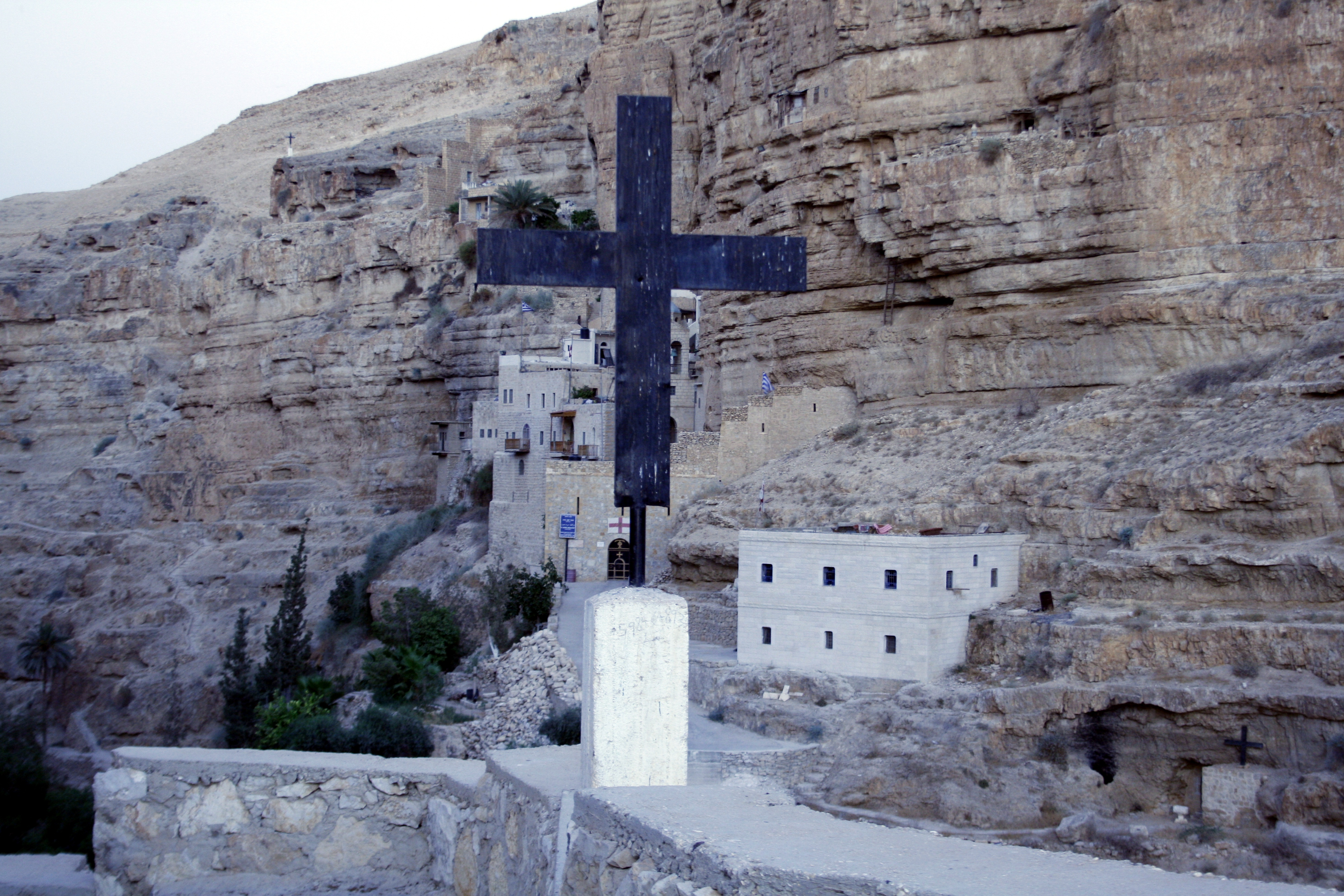
Monastère de Saint-Georges.

La ville de Bethléem bénéficie d'une étude pour la préservation de son patrimoine et est inscrite à l'inventaire du patrimoine mondial de l'UNESCO.
L'église de la Nativité n'est pas le seul site culturel de la ville mais il est celui qui attire le plus de touristes chaque année principalement des pèlerins chrétiens, ce qui aide à l'économie de la cité dont c'est la ressource principale. Il y a donc une cinquantaine d'hôtels pour accueillir les touristes. La ville qui était à majorité chrétienne, il y a 50 ans, est aujourd'hui à majorité musulmane,,.
Sur la route de Bethléem, juste à l'extérieur de la ville, se trouve le tombeau de Rachel, l'épouse du Jacob biblique. C'est le troisième lieu saint du judaïsme après le mont du Temple à Jérusalem et le caveau des Patriarches à Hébron. Ce tombeau est aussi vénéré par les musulmans en tant que mosquée, comme les autres lieux cités.
Les rites de Noël ont lieu à Bethléem sur trois dates différentes : le 25 décembre, date traditionnelle par l'Église catholique romaine et protestante mais les grecs, coptes et orthodoxes syriens chrétiens fêtent Noël le 6 janvier et les orthodoxes arméniens chrétiens le 19 janvier. La plupart des processions de Noël passent par la place de la Mangeoire où trône un imposant sapin illuminé. Les offices catholiques ont lieu dans l'église Sainte-Catherine et les protestants se chargent souvent des services aux champs des Bergers. D'autres établissements catholiques existent tels que le monastère maronite Saint-Charbel dans le quartier de Wadi Maali.
D'autres saints sont fêtés lors de la fête annuelle de Saint-George (al-Khadr) les 5 et 6 mai. Pendant les célébrations, les chrétiens grecs orthodoxes de la ville défilent en procession à la ville voisine de al-Khader pour les nouveau-nés baptisés dans les eaux près du monastère de Saint-Georges où un mouton sera sacrifié. La fête de Saint-Élie est commémorée par une procession au monastère orthodoxe grec de Mar Elias, au nord de Bethléem.
Bethléem est aussi réputé pour la qualité de ses broderies et son travail artisanal sur les pierres et autres incrustations.

## Administration

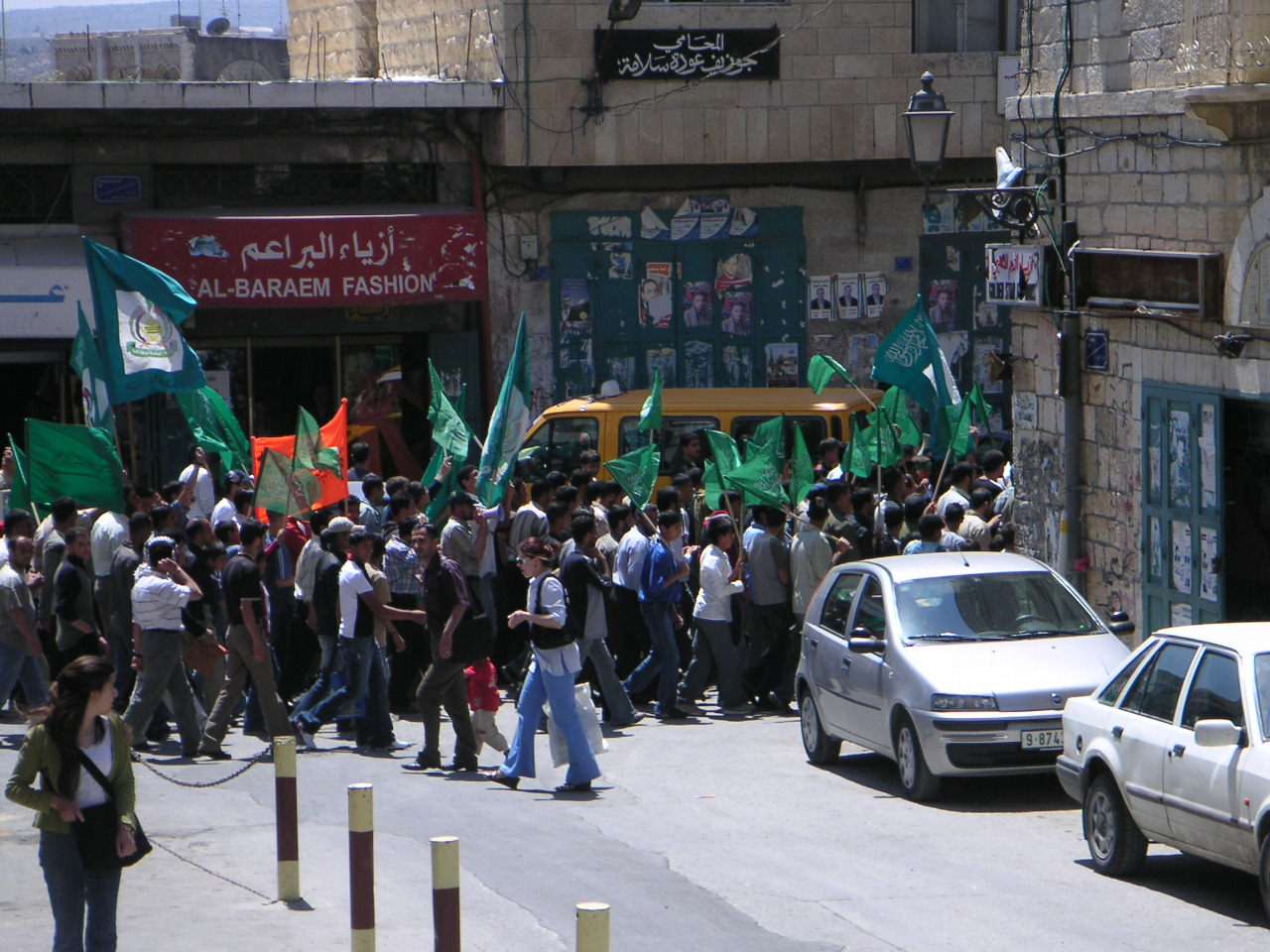
Manifestation de partisans du Hamas à Bethléem, 2006.

Depuis 1995, aux termes des accords d'Oslo, la ville de 35 000 habitants est théoriquement sous administration de l'Autorité palestinienne. Pratiquement, à la suite de ces accords, Bethléem a été divisée, à l'instar de toute la Cisjordanie, en 3 zones administratives : la zone A est entièrement aux mains des Palestiniens, qu'il s'agisse de l'administration ou de la sécurité. Dans la zone B, les Palestiniens sont chargés de l'administration, tandis que la sécurité est assurée par les Israéliens. La zone C est entièrement gérée par les Israéliens. La définition des zones est telle qu'au total, les Israéliens ont le contrôle exclusif de 82 % de la ville, 85 % du gouvernorat de Bethléem (650 km2, 200 000 habitants) se trouvant en zone C. La ville compte une vingtaine de Checks Points.
Les branches de différents partis sont représentés au Conseil de la ville : communiste, islamiste et laïque. S'y trouvent l'Organisation de libération de la Palestine (OLP), le Front populaire de libération de la Palestine (FPLP) et le PPP qui dominent généralement les sièges réservés. En 2005, le Hamas a gagné la majorité des sièges ouverts aux élections municipales palestiniennes.
En 2012, la chrétienne palestinienne Vera Baboun est élue au conseil municipal de la ville et choisie comme mairesse; c'est la première femme à occuper ce poste,. Elle est remplacée en 2017 par Anton Salman.
Le 14 avril 2022, Hanna Hanania succède à Anton Salman. Nader Rahil devient le nouveau maire adjoint.

## Galerie

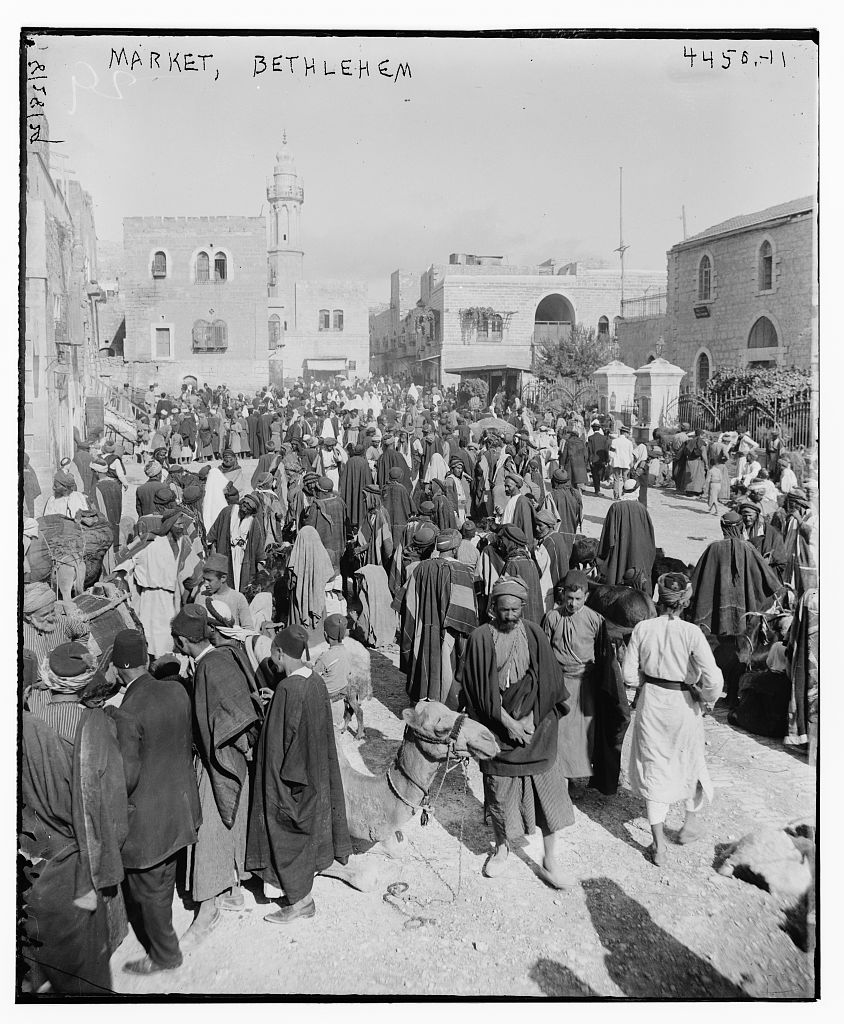
Marché à Bethléem, 1915-1920.
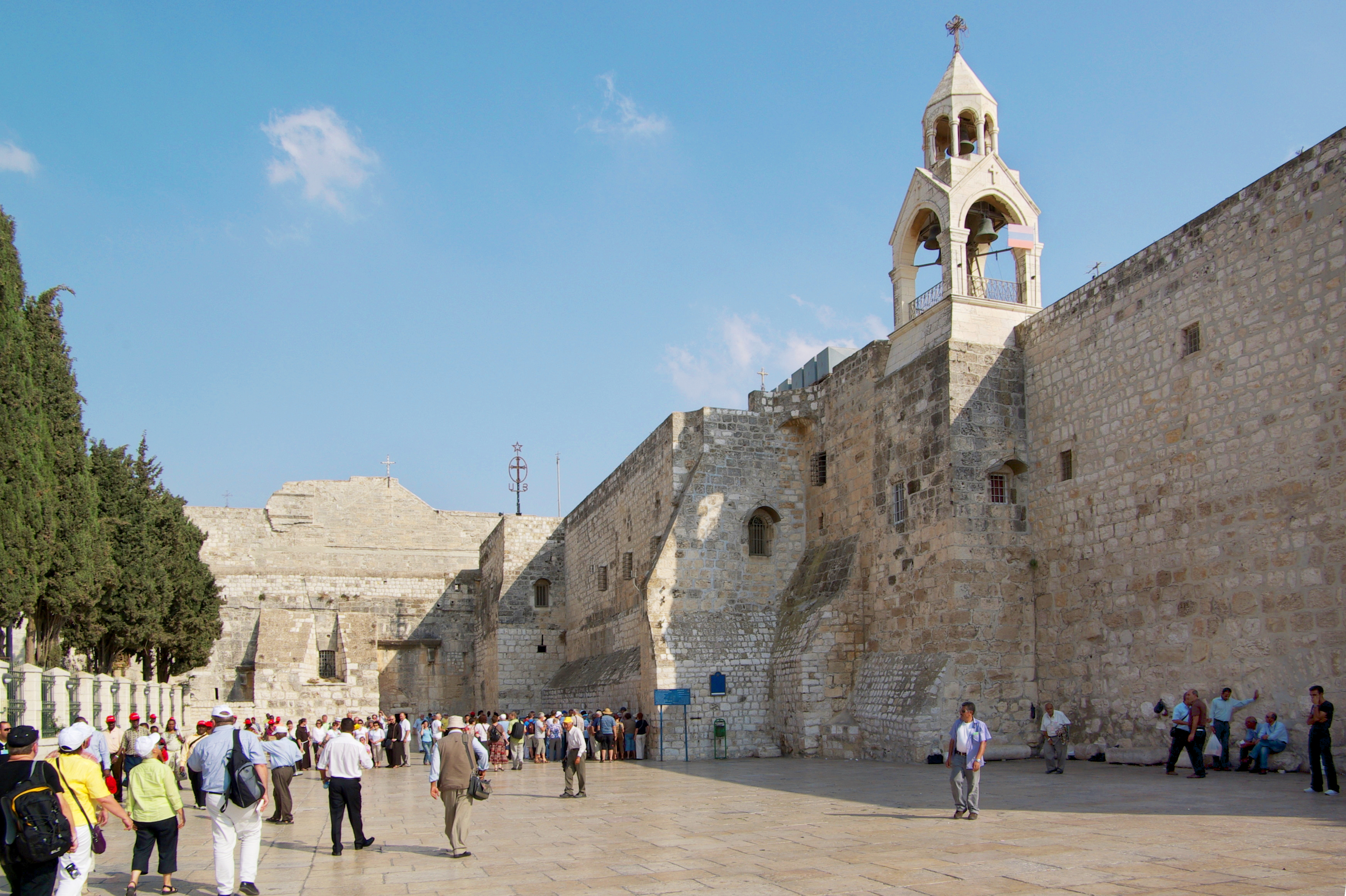
Basilique de la Nativité.
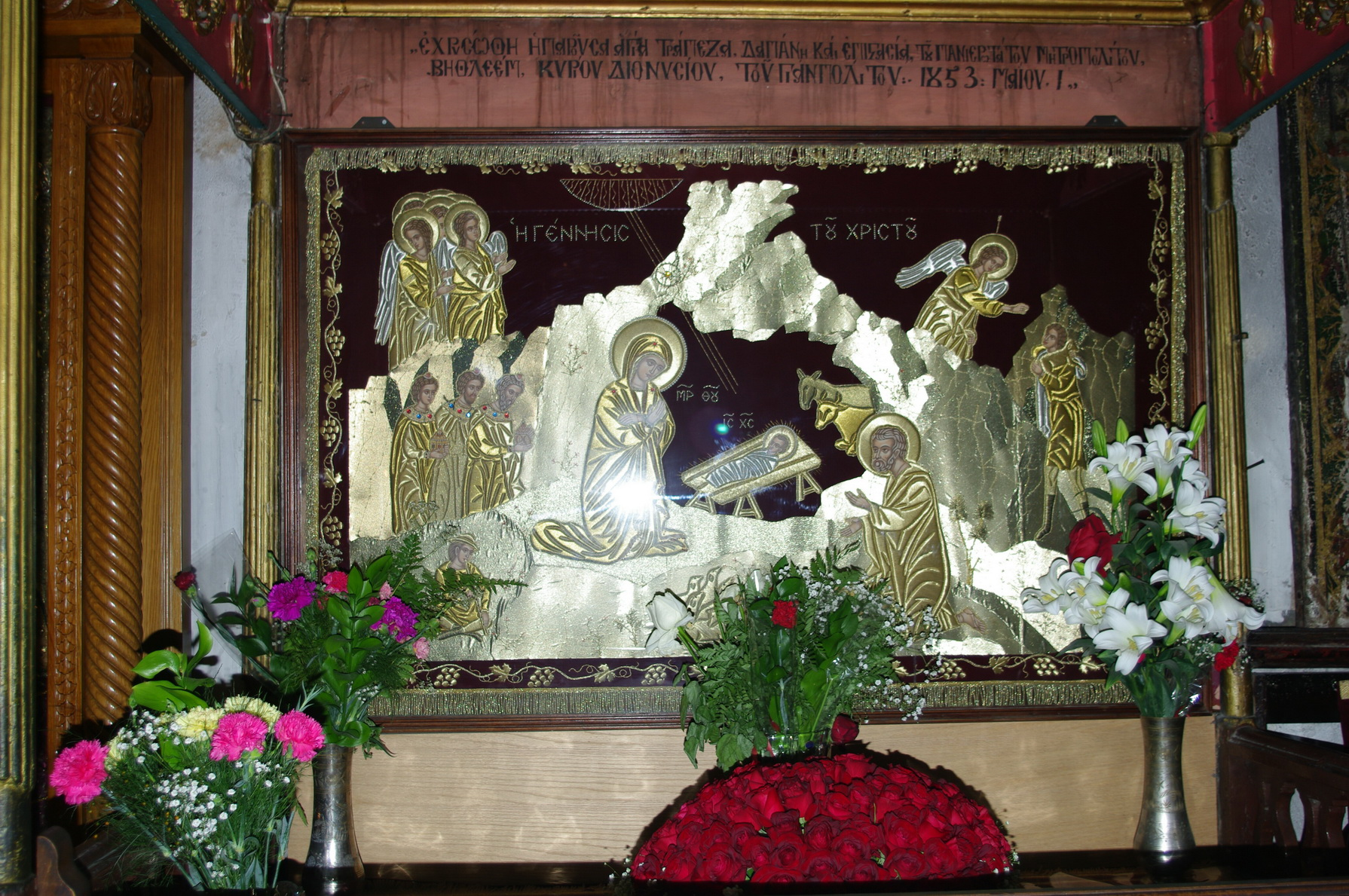
Icônes en l'église.
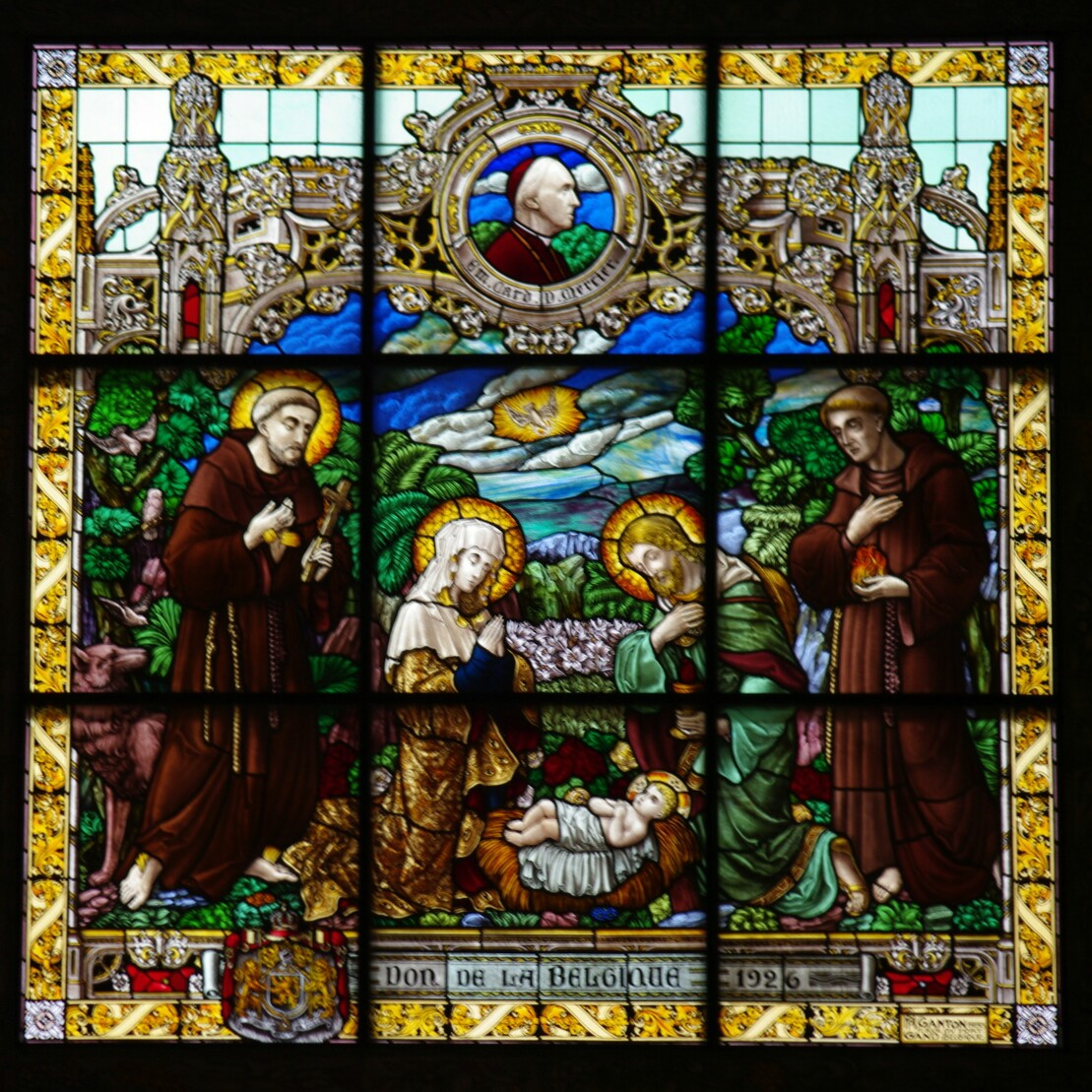
Vitrail de l'église sainte-Catherine.
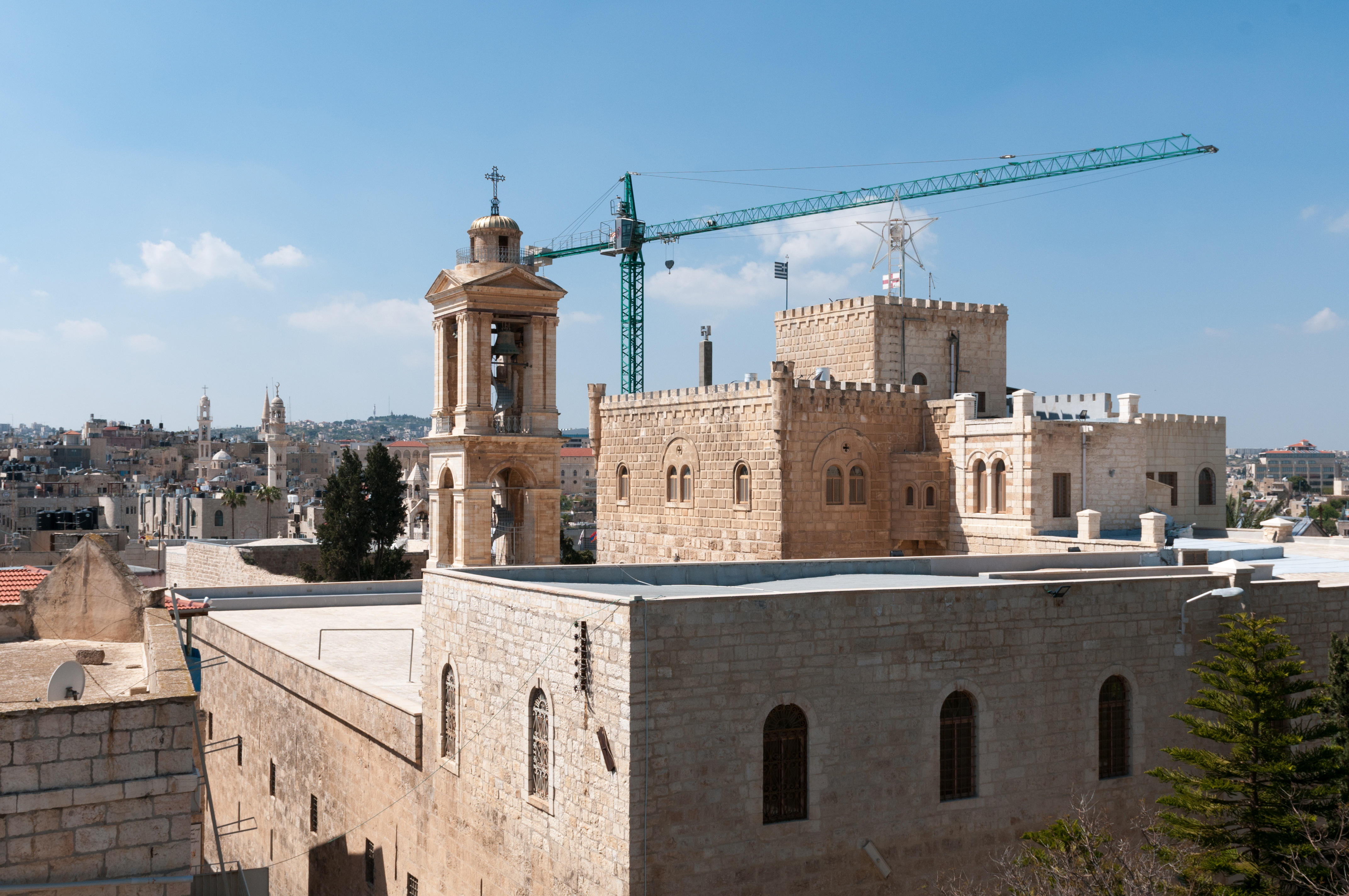
Vieille ville.
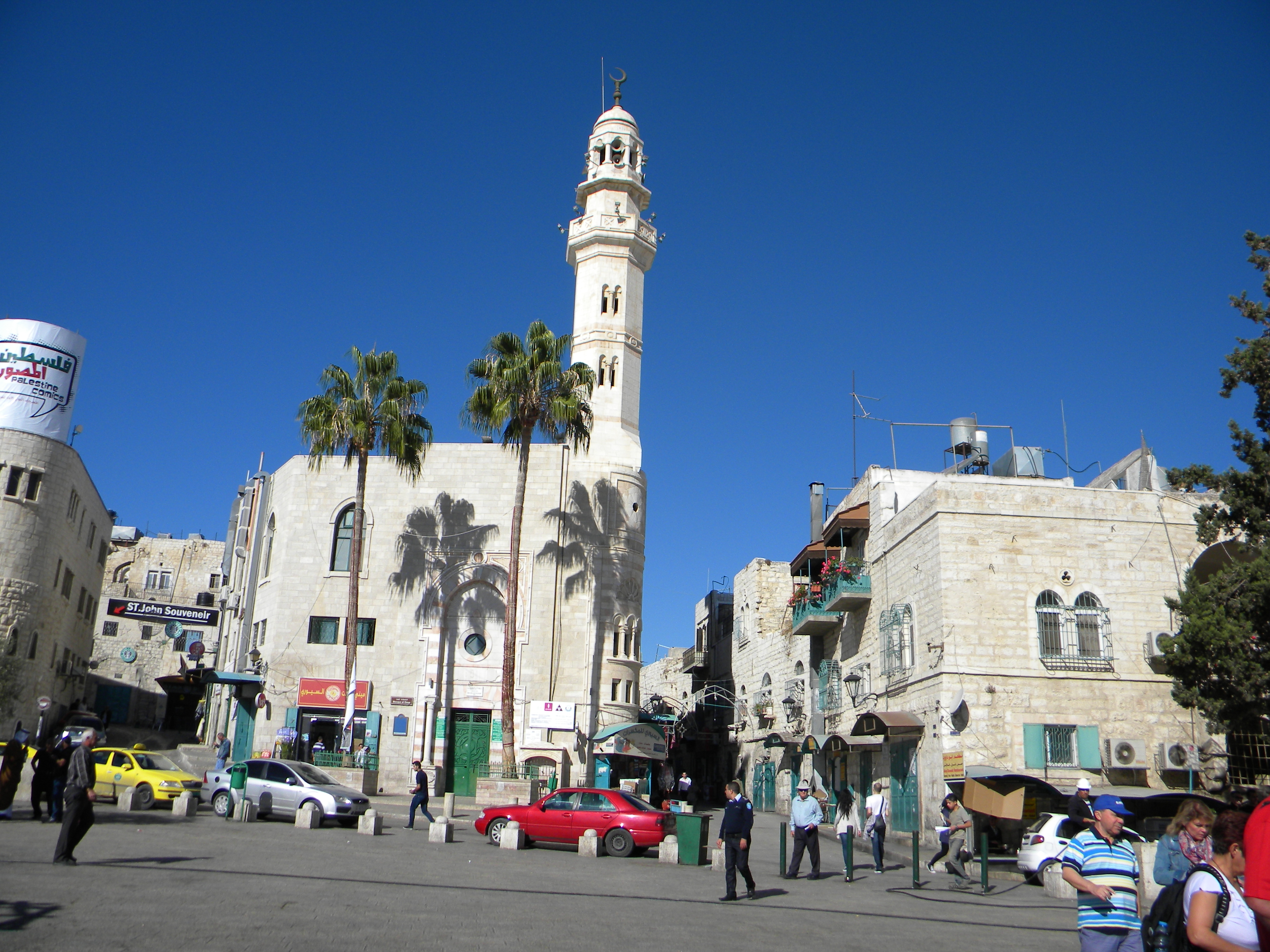
Place en ville.
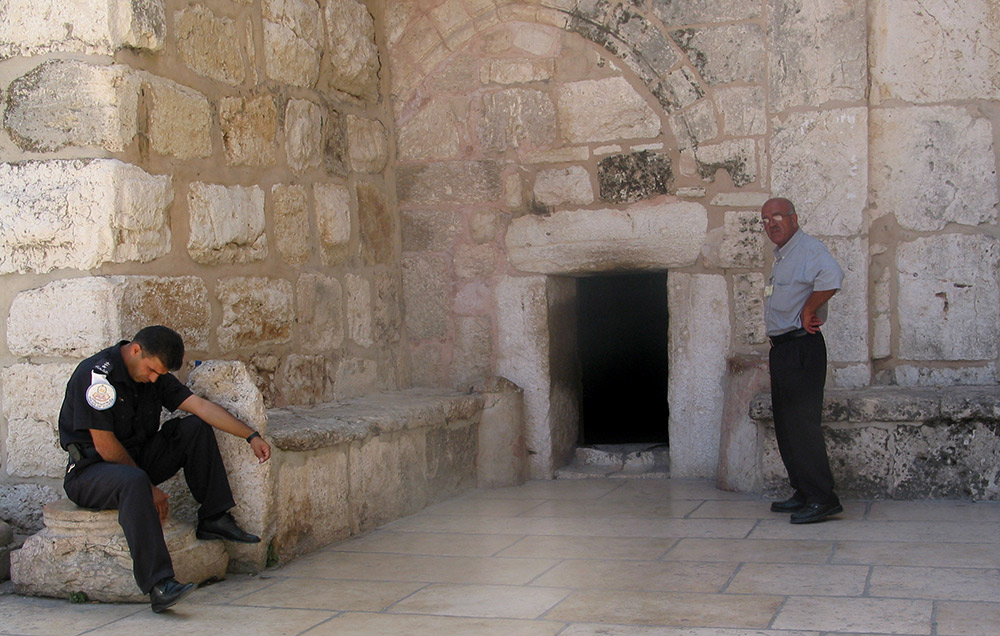
Porte dite de l'Humilité, église de la Nativité.
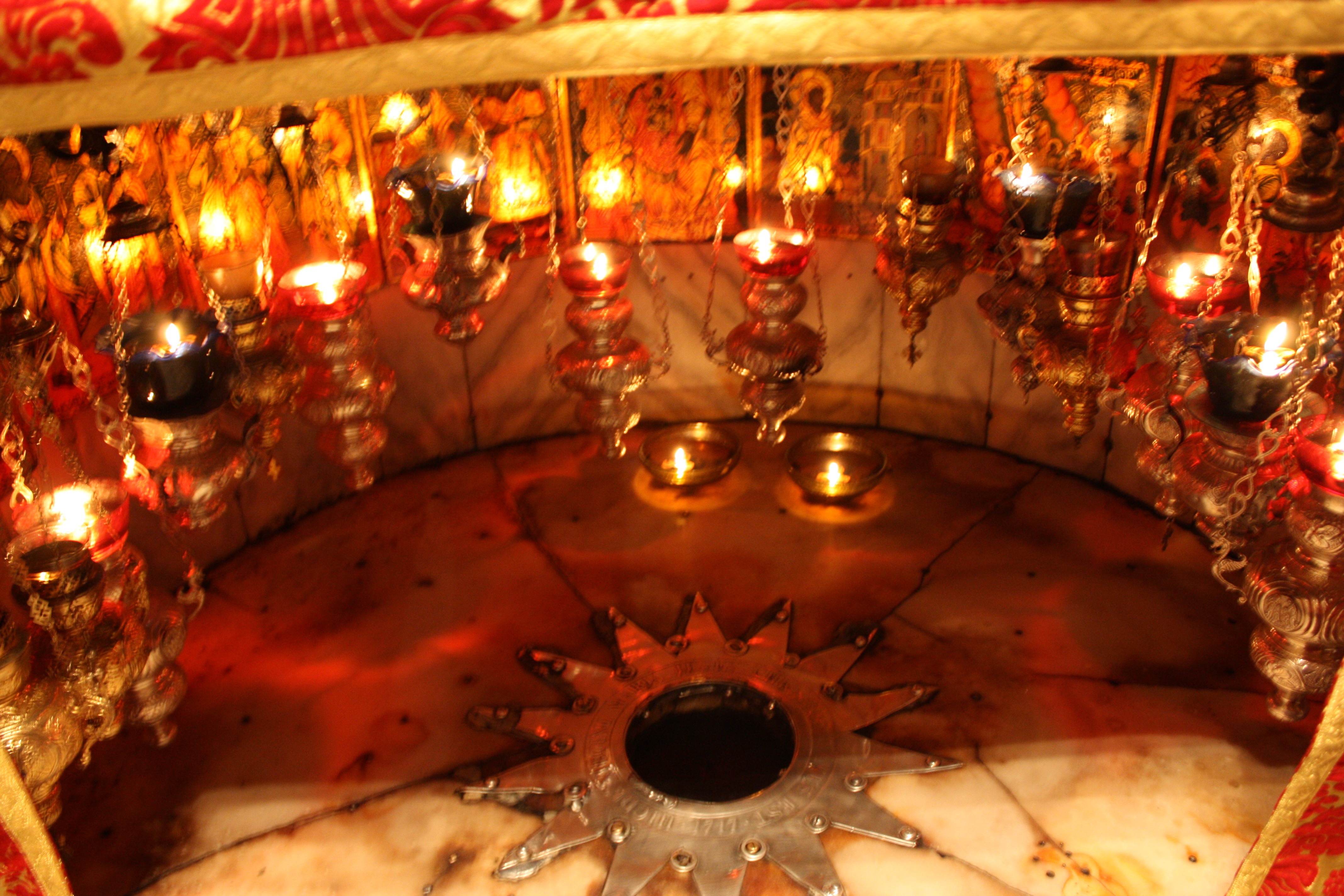
Grotte de la Nativité.
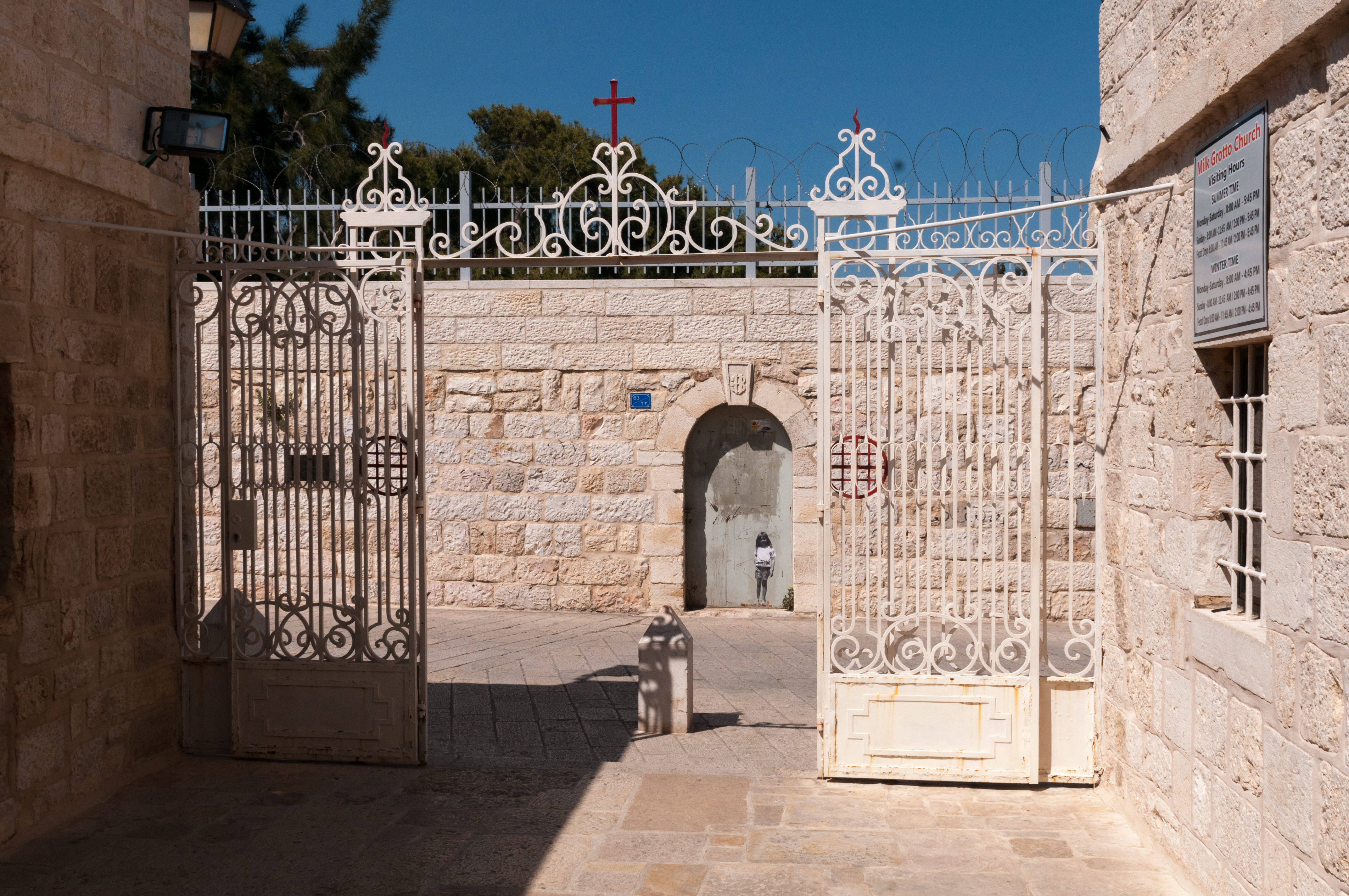
Grotte de Lait.
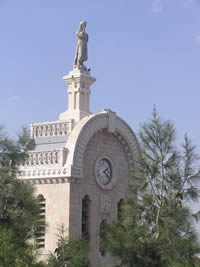
Université de Bethléem.
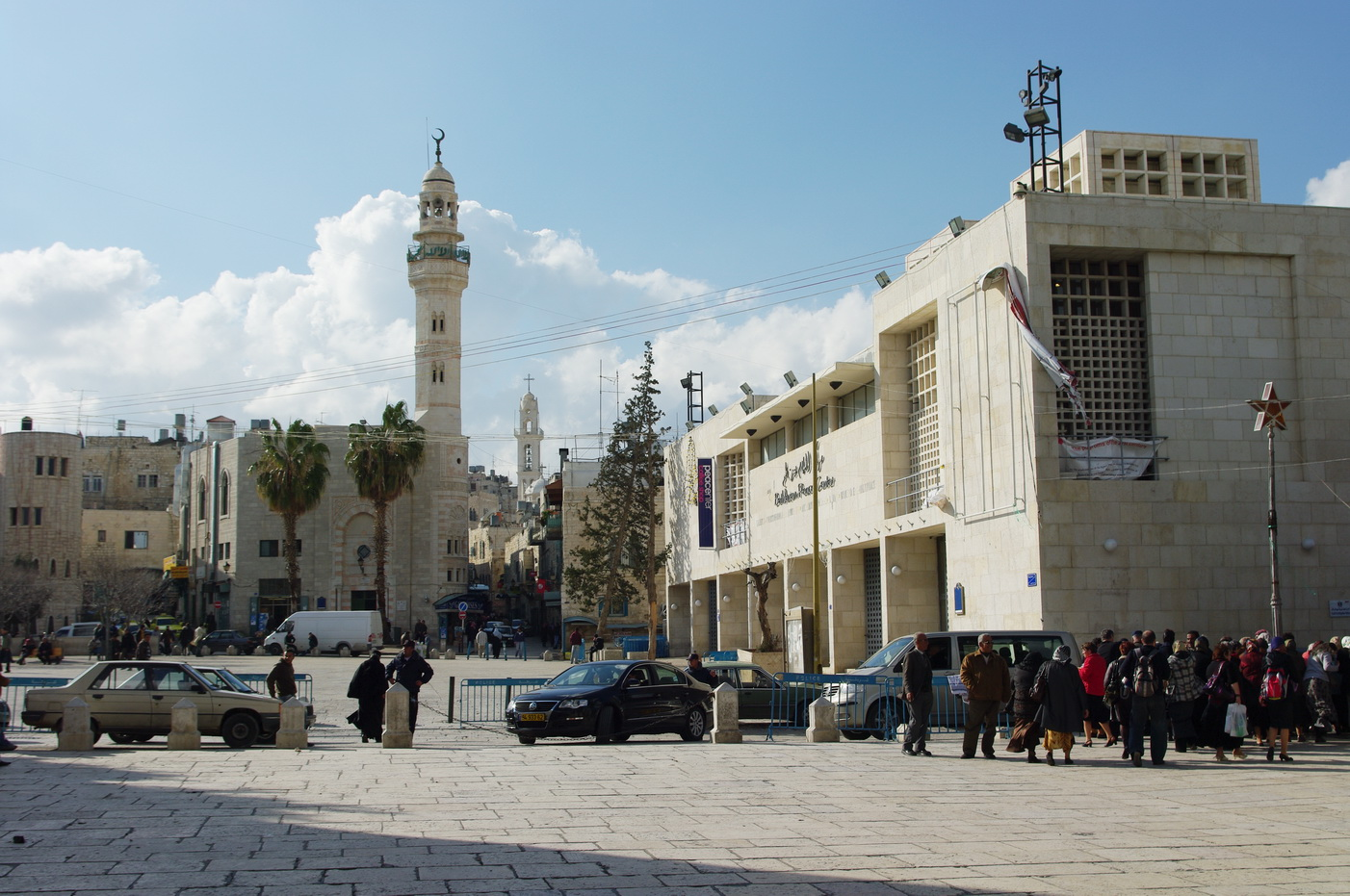
Mosquée d'Omar en face de l'église de la Nativité, sur la place principale.
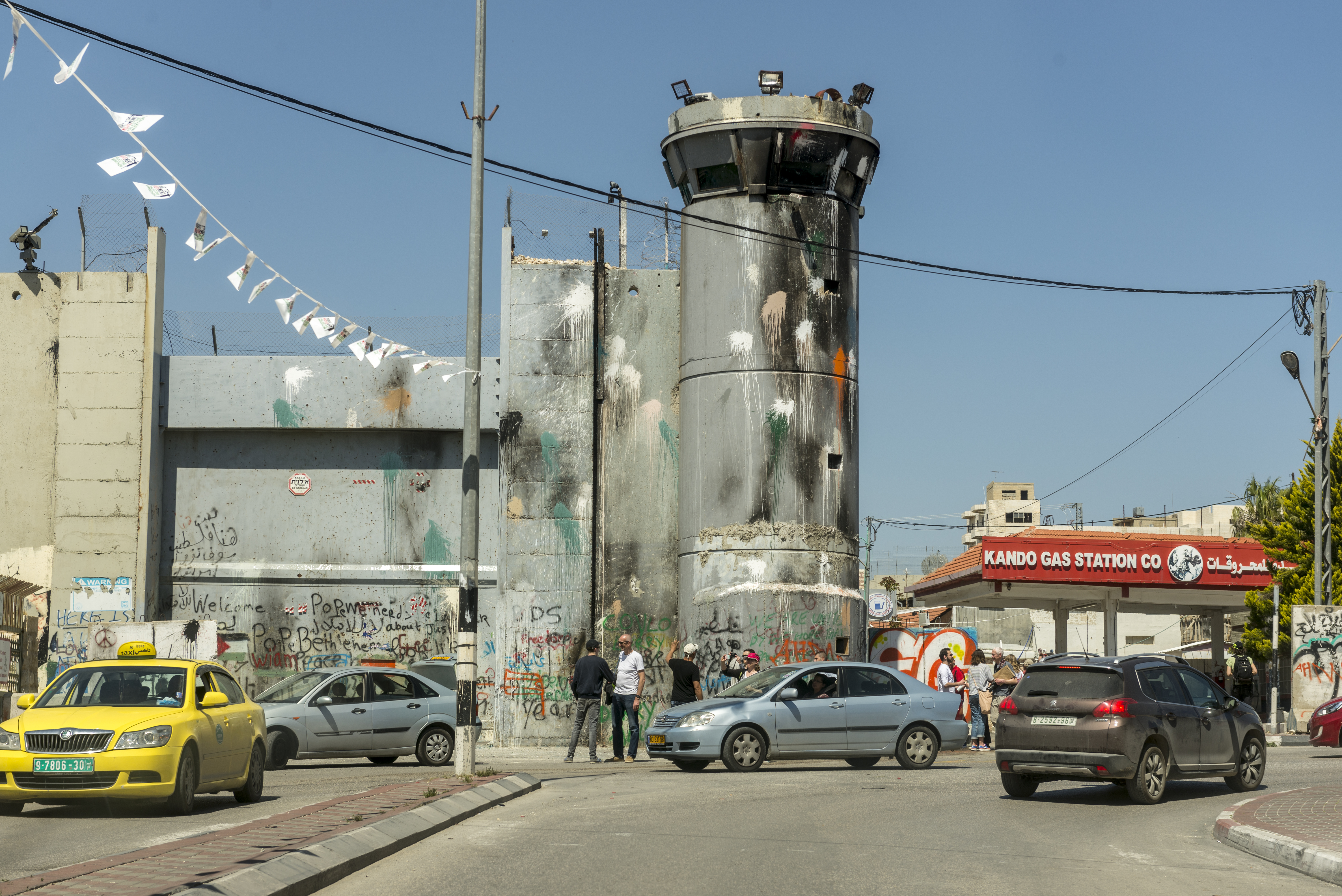
Mur de séparation israélien à proximité du checkpoint 300.

## Personnalités liées à Bethléem

### Naissance à Bethléem
- Abdallah d'Asbonne (1776-1859), mamelouk ayant servi dans l'armée française.
- Jabra Ibrahim Jabra (1919-1994), écrivain et peintre.
- Hind Khoury (1953-2010), économiste et femme politique.
- Emily Jacir (1970-), artiste contemporaine.
- Ramzi Aburedwan (1979-), violoniste.
- Annemarie Jacir (1979-), poétesse et réalisatrice.
- Ashraf Nu'man (1986-), footballeur.

- Sabine Hazboun (1994-), nageuse.

- Yacoub Shaheen (1994-), chanteur.

### Personnes ayant vécu à Bethléem
- Mohamed Najem (1984-), musicien ayant grandi à Bethléem.

## Jumelages
Bethléem est jumelée avec :
- Conseil de Marrickville (Australie) depuis 2007 ;
- Tournai (Belgique) depuis 2012 ;
- La Haye (Pays-Bas) depuis 2000 ;
- Belém (Brésil) depuis 2012 ;
- Chartres (France) depuis 1994 ;
- Gières (France) depuis 1996[32] ;
- Lourdes (France) depuis 2017 ;
- Montpellier (France) depuis 2012 ;
- Paray-le-Monial (France) depuis 2003 ;
- Saint-Pétersbourg (Russie) depuis 2003 ;
- Rabat (Maroc) depuis 1998.